# Língua caraboro oriental
A língua caraboro oriental é um dialeto senufô central falado no Burquina Fasso. Localmente, os caraboros designam a porção oriental de sua língua como kar, que eles próprios subdividem em vários dialetos agrupados segundo as principais vilas por eles habitadas no país. As designações por eles atribuídas enfatizam a mudança gradual observada de uma aldeia para outra.